# Catasetum thompsonii
Catasetum thompsonii är en orkidéart som beskrevs av Dodson. Catasetum thompsonii ingår i släktet Catasetum och familjen orkidéer.
Artens utbredningsområde är Guyana. Inga underarter finns listade i Catalogue of Life.